# Llengua Aka-bo
Aka-Bo (també conegut simplement com a Bo) és una llengua extingida de les illes Andaman, a l'Índia. Era parlada a la costa centre-oest de l'illa Andaman del nord. El 26 de gener del 2010 va morir als 85 anys Boa Sr que era l'última persona que recordava alguna cosa d'aquest idioma.